# Plesnivy Károly
Plesnivy Károly (Zsigárd, 1930. július 22. – Budapest, 1984. szeptember 20.) textiltervező, festő, iparművész, főiskolai és egyetemi tanár

## Élete
1948 és 1953 között tanult az Iparművészeti Főiskolán, ahol Schubert Ernő volt a mestere. 1953-tól 1957-ig a kistarcsai textilgyárban lakástextil-tervezőként dolgozott. 1957-ben Derkovits-ösztöndíjban részesült. Az Iparművészeti Főiskola gobelin- és szőnyegtervező szakcsoportjának docenseként 1960-tól tanított, 1980-ban a textil tanszék vezetője, 1981-ben pedig egyetemi tanár lett. 1960-tól festőként és grafikusként is dolgozott, kiállításokon szerepelt olajképeivel, grafikáival és az általa leginkább kedvelt akvarelljeivel. E munkái nagyészt magángyűjteményekbe kerültek. A Kilencek festői csoportosulás több kiállításának résztvevője volt. Számos jelentős közületi megbízást teljesített, alkotásai ma is sok középület díszei. 1954 óta minden jelentősebb iparművészeti rendezvényen részt vett. A Magyar Képző- és Iparművészek Szövetségének 1958-tól titkára, majd 1963-tól 1968-ig főtitkára volt.
A Farkasréti temető 60/5. parcellájában, a 6-25-ös sírhelyen található sírja.

## Munkássága
A több mint két évtized alatt általa tanított gobelintervező művészek máig mesterüknek vallják. A francia gobelintechnikát és a murális jelleget összetartozónak tekintette, a nagy felületek komponálása volt az igazi területe.
Elsősorban iparművészettel foglalkozott (gobelin, bútorszövet, szőnyeg). Az 1950-es években szakmai érdeklődést váltottak ki rackakísérletei, a fehér, a szürke, a fekete és a barna rackagyapjú felhasználása a rusztikus perzsaszőnyeg-technikában. Szőnyegei sorozatát natúrgyapjúból készítette (Royal Szálló rackaszőnyegei, Genf; Találmányi Hivatal nagy szőnyege, Budapest; Budapest Étterem nagy szőnyege, Moszkva; a Magyar Tudományos Akadémia Tibilisziki faliszőnyege; a Művelődésügyi Minisztérium: Tátra színes rackaszőnyege).

## Díjai, elismerései
- 1960 – Munkácsy Mihály-díj
- 1980 – Érdemes művész

## Művei

### Köztéri művei
- Gobelin (gyapjú, 1965, Budapest, XIV. ker., Magyar Szocialista Munkáspárt székháza)
- Szocialista Magyarországért (gobelin, 1966, Budapest, Magyar Iparművészeti Múzeum)
- Budapest (gobelin, 1966, Budapest, Fővárosi Önkormányzat épülete)
- Gobelin (gyapjú, 1969, Sály, Mozgásjavító Intézet)
- Faliszőnyeg (filc, 1969, Kaposvár, Gimnázium)
- Emberpár (gobelin, 1970, Budapest, volt Szakszervezetek Országos Tanácsa székház)
- Építőmunka (gobelin, 1972, Budapest, XIV. ker., a volt Magyar Szocialista Munkáspárt székháza)
- Kompozíció (gobelin, 1973, Budapest, XII. ker. Önkormányzat)
- Falikárpit (gyapjú, 1979, Makó, a volt Magyar Szocialista Munkáspárt székháza)
- Jutagobelin (1980, Balatonszemes, Minisztertanács Üdülő)
- A repülés története (francia gobelin, 1982, Budapest, Hotel Atrium Hyatt)
- Textil (gyapjú, 1982, Sopron, Állami Szanatórium)
- Gyár (gobelin, 1984, a Művelődési Minisztérium tulajdona)
- Színház I., II. (gobelin, 1984, Szegedi Nemzeti Színház). E két munkájának végső kivitelezését halála miatt tanítványai végezték.
- Padlószőnyegek (gyapjú, 1985, Kecskemét, Megyei Kórház)
- Gobelin (gyapjú, 1986, Budapest, Nemzeti Színház)

### Egyéb művei
- Tengerpart, tusrajz, papír, 31x49 cm (szig)[3]
- Kék-vörös (gobelin, 1972, Budapest, Történeti Múzeum)
- Barna hegy, 1974. akvarell, 34x48 cm. Jelezve balra lent: PK74[4]
- Város (papír monotípia, 1975. Bp., Magyar Nemzeti Galéria)
- Lány vázával, 1978. olaj, farost, 80x60 cm (szig)[5]
- Két figura (pasztell, 1981, Budapest, Magyar Nemzeti Galéria)
- Vízpart, 1984.  Szövet, nyomat, 30 x 45 cm. Jelzett jobbra lent: PK Hátoldalán Képcsarnok címke 1983.01.12. dátummal.[6]
- Tenger (szövet, nyomat, 28 x 46 cm. Jelzett jobbra lent: Plesnivy. Hátoldalán Képcsarnok címke 1983.02.09. dátummal.)[7]

Munkáit a Magyar Nemzeti Galéria, a Magyar Iparművészeti Múzeum, a Fővárosi Képtár, a Közlekedési Múzeum és a Somogy Megyei Múzeumok Igazgatósága, Kaposvár közgyűjtemények őrzik.

## Egyéni kiállításai
- 1958 • Csók Galéria, Budapest
- 1961 • Fiatal Művészek Klubja
- 1961 • Szófia
- 1972 • Csontváry terem, Pécs
- 1973 • Fészek Művészklub
- 1973 • Képcsarnok, Veszprém
- 1975 • Derkovits Gyula Terem, Szombathely
- 1977 • Műcsarnok, Budapest
- 1978 • VI. Országos Akvarell Biennálé, Eger
- 1978 • Miskolc
- 1979 • Makó
- 1982 • Képcsarnok, Sopron
- 1983 • Bartók 32 Galéria, Budapest

## Csoportos kiállításai
- 1954 • Iparművészeti Tárlat
- 1966 • XXXIII. velencei biennále, Velence
- 1967 • Kilencek, Veszprém
- 1968 • Kilencek, Műcsarnok, Budapest
- 1969 • Tokió
- 1985 • Magyar Gobelin 1945-1985, Műcsarnok, Budapest (posztumusz)
- 1992 • Repüléstörténet fában és textilben, Közlekedési Múzeum, Budapest (posztumusz)
- 1998 • Műteremház 1898-1998, Városvédő Egyesület, Budapest (posztumusz)

## Galéria
|  |  |  |  |